# Кензи Энн
Кензи Энн (англ. Kenzie Anne; род. 9 марта 1993 года, Калифорния, США) — американская порноактриса и эротическая фотомодель. Лауреат премии XBIZ Award в категории «Лучший новый исполнитель» (2022).

## Карьера
Выросла в Ньюбери-Парке, Калифорния. Её мать работала подиумной моделью и косметологом. С 19 лет Кензи в течение шести лет работала косметологом в салоне своей семьи. После увольнения обучалась в школе медсестёр и работала фотомоделью. На одной из съёмок она познакомилась с фотографом Хэлстоном (англ. Halston), который в дальнейшем стал партнёром Кензи по поддержке её официального сайта Kenzieland и порнорежиссёром. Принимала участие в фотосессиях для брендов Wet Seal, Free People, Carbon38, сайтов Playboy Plus и Eats Channel. Работа над сайтом Kenzieland, который был открыт в ноябре 2020 года, привлекла внимание компании Vixen Media Group (VMG), предложившей Кензи контракт. Её дебютная сцена под названием Breaking Through, в которой партнёршами Кензи стали Эмили Уиллис и Алина Лопес, была выпущена 30 апреля 2021 года. В мае снялась для Blacked в своей первой сцене парень/девушка, в которой партнёром Кензи стал Джекс Слейхер (Jax Slayher). По совету Уиллис и Эшли Лейн Кензи подписала контракт с букинг-агентством Motley Models Дэйва Рока. В конце июня 2022 года Энн дебютировала в сцене анального секса, которая была снята под брендом Tushy компании Vixen Media Group.
Помимо брендов VMG и своего персонального сайта, снимается также для Brazzers, Cherry Pimps, Naughty America, студии Джулса Джордана и других.
В ноябре 2020 года Кензи избрана журналом Penthouse «Любимицей месяца». Ровно через год избрана этим же журналом «Любимицей года». В мае 2022 года Кензи стала «Вишенкой месяца» порностудии Cherry Pimps. В сентябре 2022 года снялась в фотосессии для обложки и разворота октябрьского выпуска журнала Hustler.
В январе 2022 года Кензи стала лауреатом премии XBIZ Award в двух категориях, в которых была номинирована: «Лучший новый исполнитель» и «Лучшая сцена секса — виньетка». В октябре 2022 года награждена премией NightMoves Award в категории «Лучшая новая старлетка».
По данным сайта IAFD на октябрь 2022 года, снялась в более чем 100 порнофильмах и сценах.
В 2022 году сыграла эпизодическую роль стриптизёрши в американском телесериале «Эйфория».

## Награды и номинации
| Год  | Награда          | Результат | Категория | Фильм                                                                                       |
| ---- | ---------------- | --------- | --- | ------------------------------------------------------------------------------------------- |
| 2021 | XCritic Award    | Номинация | Королева социальных медиа | н/д                                                                                         |
| 2021 | XCritic Award    | Номинация | Лучшая лесбийская сцена (вместе с Эйвери Кристи) | Defiance                                                                                    |
| 2022 | AVN Award        | Номинация | Лучшая командная сцена (вместе с Заком Уайлдом и Принцем Иешуа) | Hot Girl Summer — Scene 1                                                                   |
| 2022 | AVN Award        | Номинация | Лучшая лесбийская групповая сцена (вместе с Алиной Лопес и Эмили Уиллис) | Breaking Through                                                                            |
| 2022 | AVN Award        | Номинация | Лучшая сцена мастурбации/стриптиза | Hot Girl Summer — Scene 1                                                                   |
| 2022 | Fleshbot Award   | Номинация | Лучшая транслесбийская сцена (вместе с Хлои Кэй и Эммой Роуз) | The Cum Sauna                                                                               |
| 2022 | NightMoves Award | Победа    | Лучшая новая старлетка | н/д                                                                                         |
| 2022 | XBIZ Award       | Победа    | Лучшая сцена секса — виньетка (вместе с Джексом Слейхером) | Black & White 19                                                                            |
| 2022 | XBIZ Award       | Победа    | Лучший новый исполнитель | н/д                                                                                         |
| 2023 | AVN Award        | Номинация | Лучшая новая старлетка | н/д                                                                                         |
| 2023 | AVN Award        | Номинация | Лучшая оральная сцена (вместе с Логаном Лонгом) | Kenzie’s Showcase of Sluttiness                                                             |
| 2023 | AVN Award        | Номинация | Лучшая сцена секса в виртуальной реальности (вместе с Алексом Мэком, Эшли Лейн и Джазлин Рэй) | Gorgeous Ladies, Ashley Lane, Jazlyn Ray, and Kenzie Anne, Welcome the New Year With a Bang |
| 2023 | AVN Award        | Номинация | Лучшая сцена секса вчетвером/оргии (вместе с Анджелой Уайт, Джадой Кай, Джесси Сэйнт, Кенной Джеймс, Лэйси Лондон, Мази «Грешником», Мануэлем Феррарой, Мейтленд Уорд, Миком Блу, Морган Ли, Оливером Флинном и Септембер Рейн) | Sex Without Love (из Poetics for Tramps)                                                    |
| 2023 | AVN Award        | Победа    | Лучшая трансгендерная сцена группового секса (вместе с Хлоей Кэй и Эммой Роуз) | The Cum Sauna                                                                               |
| 2023 | AVN Award        | Номинация | Мейнстрим-предприятие года (вместе с Айден Эшли, Джесси Эндрюс, Дианой Грейс, Хлоей Черри и Эшли Лейн) | «Эйфория» (2-й сезон)                                                                       |
| 2023 | XBIZ Award       | Номинация | Исполнительница года | н/д                                                                                         |
| 2023 | XBIZ Award       | Номинация | Лучшая сцена секса — виньетка (вместе с Анджелой Уайт, Джесси Сэйнт, Кенной Джеймс, Лэйси Лондон, Мази «Грешником», Мануэлем Феррарой, Мейтленд Уорд, Миком Блу, Морган Ли, Оливером Флинном и Септембер Рейн)                  | Poetics for Tramps                                                                          |
| 2023 | XBIZ Award       | Номинация | Лучшая сцена секса — виртуальная реальность (вместе с Джоном Стронгом и Тру Кайт) | GFE: Naughty Cowgirls                                                                       |
| 2023 | XBIZ Award       | Победа    | Лучшая сцена секса — виртуальная реальность (вместе с Алексом Мэком, Эшли Лейн и Джазлин Рэй) | Party Girls                                                                                 |
| 2023 | XBIZ Award       | Номинация | Лучшая сцена секса — короткометражный фильм (вместе с Сетом Гэмблом) | Serial Breeder                                                                              |
| 2023 | XBIZ Award       | Номинация | Лучшая сцена секса — короткометражный фильм (вместе с Джесси Сэйнт, Кенной Джеймс, Лэйси Лондон, Мази «Грешником», Мануэлем Феррарой, Мейтленд Уорд, Миком Блу, Морган Ли, Оливером Флинном и Септембер Рейн)                   | Sex Without Love                                                                            |
| 2024 | AVN Award        | Номинация | Лучшая лесбийская групповая сцена (вместе с Кенной Джеймс, Эйприл Олсен и Эммой Хикс) | Double, Double Date and Trouble (из Double Love)                                            |

## Избранная фильмография
- 2021 — Black & White 19
- 2021 — Blacked Raw V46
- 2021 — Hot Girl Summer
- 2021 — Raw 43